# Zlatan Muslimović
Zlatan Muslimović (* 6. března 1981, Banja Luka, Jugoslávie) je bosenský fotbalový útočník a bývalý reprezentant, který hraje v čínském klubu Guizhou Renhe FC. Velkou část své fotbalové kariéry strávil v Itálii.

## Reprezentační kariéra
V bosenském reprezentačním A-mužstvu debutoval pod trenérem Blažem Sliškovićem 16. srpna 2006 proti týmu Francie, kde nastoupil na hřiště v 59. minutě. Bosna a Hercegovina prohrála tento domácí přátelský zápas 0:1.
Muslimović patří mezi nemnoho bosenských hráčů, kteří v národním dresu docílili hattricku (mj. Elvir Bolić, Elvir Baljić, Zvjezdan Misimović, Vedad Ibišević, Edin Džeko). Podařilo se mu to 22. srpna 2007 v domácím přátelském utkání proti Chorvatsku. Na výhru to nestačilo, domácí podlehli soupeři 3:5.